# Murvica (żupania splicko-dalmatyńska)
Murvica – wieś w Chorwacji, w żupanii splicko-dalmatyńskiej, w gminie Bol. W 2011 roku liczyła 21 mieszkańców.
Wieś znajduje się w odległości 5 kilometrów na zachód od najbliższej miejscowości – Bol. Dookoła niej umiejscowione są winnice, w których uprawia się winorośle regionalnego gatunku - Pošip. Jedną z atrakcji wioski jest mało uczęszczana, piaszczysta plaża.